# Rak-Su
Rak-Su ist eine britische R&B-Band, die in Watford ihren Ursprung hat. Bekanntheit erlangte die Gruppe durch ihren Sieg der vierzehnten Staffel von The X Factor im Vereinigten Königreich. Damit ist Rak-Su die erste Gruppe mit ausschließlich männlicher Besetzung, die die Show für sich entschieden hat. Die Band besteht aus Ashley Fongho, Jamaal Shurland, Mustafa Rahimtulla und Myles Stephenson. Dimelo, was in Zusammenarbeit mit Naughty Boy und Wyclef Jean entstand, wurde als ihre Gewinnersingle veröffentlicht und war damit die erste Gewinnersingle, die vom Gewinner bzw. den Gewinnern selbst geschrieben worden war. Sie erreichte Platz zwei der Britischen Musikcharts und war damit nur hinter Perfect von Ed Sheeran platziert. Die Debüt-EP Rak-Su wurde am 16. Februar 2018 veröffentlicht.

## Geschichte

### 2016–2017: Gründung undThe X Factor
Rak-Su sind eine vierköpfige Boyband, die sich aus den Kindheitsfreunden Ashley Fongho, Jamaal Shurland, Myles Stephenson und Mustafa Rahimtulla aus Watford zusammensetzt. Fongho und Stephenson waren bereits seit ihrem elften Lebensjahr beste Freunde, in dieser Zeit nahmen sie zuhause schon ihre gemeinsamen Freestyles auf. Shurland zog im Alter von 12 Jahren von Barbados nach Watford und besuchte dort dieselbe Schule wie Stephenson und Rahimtulla. Rahimtulla und Shurland begannen später, im Alter von 14 Jahren, zusammen aufzutreten, Fongho traf zwei Jahre später ebenfalls Rahimtulla und danach traten die beiden ebenfalls miteinander auf. Mit Anfang 20 lernte Fongho Shurland auf einer Party kennen, nachdem er diesen singen gehört hatte und die beiden begannen miteinander Musik zu machen. Regelmäßig wurden sie dabei von Stephenson und Rahimtulla für Auftritte oder Studioaufnahmen unterstützt. 2016 entschied sich die Gruppe, ihre eigene Band zu gründen und bewarb sich auch schnell bei der vierzehnten Staffel der britischen Gesangs-Castingshow X Factor.
2017 trat Rak-Su schließlich im Zuge der Auditions vor der Jury, die aus Simon Cowell, Louis Walsh, Sharon Osbourne und Nicole Scherzinger bestand, auf. Nachdem ihnen ein Produzent der Show empfohlen hatte, auf die Präsentation eines eigenen Titels im Casting zu verzichten, begannen sie dieses mit Señorita von Justin Timberlake, bevor Cowell sie unbeeindruckt stoppte und nach einem anderen Song fragte. Auf diese Aufforderung reagierte die Gruppe mit ihrem selbst komponierten Titel I’m Feeling You. Die Jury zeigte sich begeistert und sie erhielten vier „Ja“. Simon Cowell bemerkte, dass sie nicht weitergekommen wären, wäre es bei dem ersten Lied geblieben.
Nach ihrer ersten Bootcamp Challenge setzten sie weiter auf eigenes Material. Damit schaffte Rak-Su, die als Kandidaten der Kategorie Groups von Simon Cowell betreut wurden, auch die Six-Chair Challenge und auch die Judges House Runde, wo sie vor Cowell und seiner ehemaligen Jurykollegin Cheryl Cole auftraten. Damit erreichten sie die Live Shows.
Im Laufe der Live Shows trat die Gruppe neben zwei Coverversionen mit zusätzlichen Rap-Einlagen Fonghos und Stephensons weiterhin ausschließlich mit eigenen Liedern auf. Sie erreichten schließlich das Finale, welches am Wochenende um den zweiten Dezember 2017 stattfand. Dort traten sie gegen Grace Davies und Davy White an. Nachdem letzterer im Zuge der ersten Hälfte der Show am Samstag von den Zuschauern herausgewählt wurde, gewannen sie letztlich mit über 50 % der Zuschauerstimmen gegen Grace Davies nach der Top 2-Show.
Mit ihrem Sieg sind Rak-Su nach Little Mix, welche die achte Staffel für sich entscheiden konnten, erst die zweite Band überhaupt, die die Show gewonnen hat. Außerdem sind sie die erste männliche Gruppe, die im Finale gesiegt hat. Direkt nach dem Finale am 3. Dezember 2017 veröffentlichten sie ihre Debüt- und Gewinnersingle auf Musikstreaming-Plattformen und als Download. Die Erlöse daraus wurden den Wohltätigkeitsinstitutionen Together for Short Lives und Shooting Star Chase gespendet. Das Lied platzierte sich bereits zwei Tage nach dem Finale auf Platz 6 der offiziellen Charts-Hochrechnung. Nachdem die gesamten Voting-Ergebnisse der Liveshows veröffentlicht wurden, taten sich Rak-Su noch einmal als klare Gewinner hervor, da sie jede Woche die meisten Zuschauerstimmen erhalten hatten, mit Ausnahme der dritten Woche, in der sie Kevin Davy um ein Prozent der Stimmen übertroffen hatte.
| The X Factor Auftritte und Ergebnisse | The X Factor Auftritte und Ergebnisse                                                  | The X Factor Auftritte und Ergebnisse | The X Factor Auftritte und Ergebnisse | The X Factor Auftritte und Ergebnisse |
| Show                                  | Titelauswahl                                                                           | Thema                                 | Ergebnis                              |                                       |
| ------------------------------------- | -------------------------------------------------------------------------------------- | ------------------------------------- | ------------------------------------- | ------------------------------------- |
| Auditions                             | Señorita – Justin Timberlake / I’m Feeling You – Original song                         | -                                     | Weitergekommen ins Bootcamp           |                                       |
| Bootcamp Runde 1                      | 24K Magic – Bruno Mars (mit Charlie Cammish, Riley Peters, Jack Morgan & New Dynamixx) | -                                     | Weitergekommen in Runde 2             |                                       |
| Bootcamp Runde 2                      | Knock, Knock – Rak-Su                                                                  | -                                     | Weitergekommen in Six-Chair Challenge |                                       |
| Six-Chair Challenge                   | Change Your Mind – Rak-Su                                                              | -                                     | Weitergekommen in Judges’ Houses      |                                       |
| Judges’ Houses                        | Mamacita – Rak-Su / Palm Tree – Rak-Su                                                 | -                                     | Weitergekommen in Live Shows          |                                       |
| Live Show 1                           | Mamacita – Rak-Su                                                                      | Express Yourself                      | 1. Platz                              |                                       |
| Live Show 2                           | Dimelo – Rak-Su                                                                        | Viva Latino                           | 1. Platz                              |                                       |
| Live show 3                           | Faith – George Michael                                                                 | George Michael                        | Platz 2                               |                                       |
| Viertelfinale                         | Mona Lisa – Rak-Su                                                                     | Crazy in Love                         | Platz 1                               |                                       |
| Halbfinale                            | Flowers – Sweet Female Attitude                                                        | Cool Britannia                        | Platz 1                               |                                       |
| Halbfinale                            | I’m Feeling You – Rak-Su                                                               | Get Me to the Final                   | Platz 1                               |                                       |
| Finale                                | Mamacita – Rak-Su                                                                      | Free Choice                           | Platz 1                               |                                       |
| Finale                                | Dimelo – Rak-Su feat. Naughty Boy & Wyclef Jean                                        | Celebrity Duet/Winners Single         | Platz 1                               |                                       |
| Finale                                | Touché – Rak-Su                                                                        | Song to Win                           | Gewinner (51,7 %)                     |                                       |
| Finale                                | Mona Lisa – Rak-Su                                                                     | Song of the Series                    | Gewinner (51,7 %)                     |                                       |

### 2018–heute:Rak-Su EP, kommendes Album undRome
Am 16. Februar 2018 veröffentlichten Rak-Su ihre Debüt-EP Rak-Su, die unter anderem die Lieder Mamacita, Dimelo, Mona Lisa und I’m Feeling You umfasst, die sie im Laufe von The X Factor gesungen hatten. Am 30. März 2018 traten sie bei der dänischen Version von X Factor mit ihrer Single Dimelo auf. Sie begleiteten außerdem Little Mix auf deren Summer Hits Tour 2018 als Vorband. Ende Juni 2018 veröffentlichte die Gruppe außerdem den Song Pyro Ting in Zusammenarbeit mit Banx & Ranx. Ihre nächste Single I Want You To Freak erschien im September, bevor am 5. Oktober das dazugehörige Musikvideo veröffentlicht wurde. Am 21. Oktober 2018 kehrte Rak-Su zu X Factor zurück, um dort in der ersten Results Show die Single zu performen. Ende 2018 wurde bekanntgegeben, dass sowohl Rak-Su, als auch Little Mix Syco Musik verlassen und sich ebenfalls von Modest! Management, welches beide bis dann vertreten hatte, trennen würden. Sie unterzeichneten danach einen Plattenvertrag bei RCA Records. Die Gruppe bezeichnete die Zeit bei Syco als frustrierend, da ihnen nicht gewährt wurde, so viel neue Musik zu veröffentlichen, wie sie es gerne getan hätten. Sie gaben an, RCA wäre mit der Richtung, die sie musikalisch einschlagen wollten, einverstanden.
2019 traten sie als Vorband im Rahmen der You Know, I Know Tour von Olly Murs auf. Ihre zweite EP Rome erschien am 22. Februar 2019. In den Monaten danach veröffentlichte die Gruppe außerdem die Singles Yours or Mine und Rotate (Clockwise). Im August 2019 wurde berichtet, Rak-Su seien aufgrund fehlenden Erfolgs nicht weiter bei RCA unter Vertrag.
Im November 2019 veröffentlichen Rak-Su ihre erste Single als unabhängige Band La Bomba. Im Dezember folgte das Lied Girl.

## Diskografie

### EPs
- 2018: Rak-Su (Syco Music)
- 2019: Rome (RCA)

### Singles
- 2016: Flights
- 2016: Last Night (mit Charles Dixon)
- 2017: Dimelo (feat. Naughty Boy & Wyclef Jean)
- 2018: I Want You To Freak
- 2018: Pyro Ting (mit Banx & Ranx)
- 2019: Yours Or Mine
- 2019: Rotate (Clockwise)
- 2019: La Bomba
- 2019: Girl

## Tourneen

### Als Vorgruppe
- The X Factor Live Tour (2018)
- Little Mix – Summer Hits Tour 2018 (2018)[11]
- Olly Murs – You Know, I Know Tour (2019)[12]

### Als Hauptgruppe
- Rak-Su – The Scenic Route Tour (2019)
- Rak-Su – (2020)